# Un bon petit diable
Pour les articles homonymes, voir Un bon petit diable (homonymie).
Un bon petit diable est un roman français pour enfants de la comtesse de Ségur, publié sous forme de feuilleton en 1865 (à partir du 14 décembre 1864).

## Résumé
L'histoire commence en Écosse en 1842. Charles, dit « Charlot », orphelin de 12 ans, est élevé par sa cousine, la veuve Mac'Miche, âgée d'une cinquantaine d'années, mégère d'une avarice sordide. Pour se venger de ce qu'elle lui fait subir, Charles lui joue des tours pendables, avec la complicité de Betty, la servante. Dès qu'il le peut, il va rendre visite à sa cousine Juliette, une jeune aveugle de 15 ans, qui vit avec sa sœur aînée, Marianne. La jeune fille joue le rôle du bon ange auprès de ce « petit diable », qu'elle exhorte à plus de douceur et de patience envers sa terrible cousine. Mme Mac'Miche est exaspérée par les farces de Charles. Elle n'ignore pas qu'il sait qu'elle détient la somme de 50 000 francs, qui constitue son héritage. Elle le met en pension chez M. Old Nick dont il arrive à se faire chasser. Charles, avec l'appui du juge de paix, décide d'habiter chez ses cousines Daikins, Juliette et Marianne. Marianne devient la tutrice de Charles à la mort de Mme Mac'Miche, victime de sa rapacité. Peu à peu, Charles devient adulte. Dès sa majorité, le juge de paix rend à Charles l'argent qui lui revient et le jeune homme décide d'acheter la ferme. Marianne et le juge de paix, amis de longue date, se rapprochent et désirent se marier, mais elle attendra que Charles soit marié (avec Juliette) pour devenir sa femme.

## Chapitres
1. Les fées
2. L'aveugle
3. Une affaire criminelle
4. Le fouet ; Le parafouet
5. Docilité merveilleuse de Charles. Les visières
6. Audace de Charles. Précieuse découverte
7. Nouvelle et sublime invention de Charles
8. Succès complet
9. Mme Mac'Miche se venge
10. Dernier exploit de Charles
11. Méfaits de l'homme noir
12. De Charybde en Scylla
13. Enquête. Derniers terribles procédés de Charles
14. Charles fait ses conditions. Il est délivré
15. Mme Mac'Miche dégorge et s'évanouit
16. Mme Mac'Miche file un mauvais coton
17. Bon mouvement de Charles. Il s'oublie avec le chat
18. Repentir de Charles ; Juliette le console
19. Charles héritier et propriétaire
20. Deux mauvaises affaires de chat
21. Aventure tragique. Tout finit bien. Charles est corrigé
22. Le vieux Charles reparaît et disparaît pour toujours
23. Charles majeur ; on lui propose des femmes ; il n'en veut aucune
24. Les interrogatoires ; ce qui s'ensuit
25. Marianne se marie. Tout le monde se marie
26. Chacun est casé selon ses mérites

## Sources d'inspiration

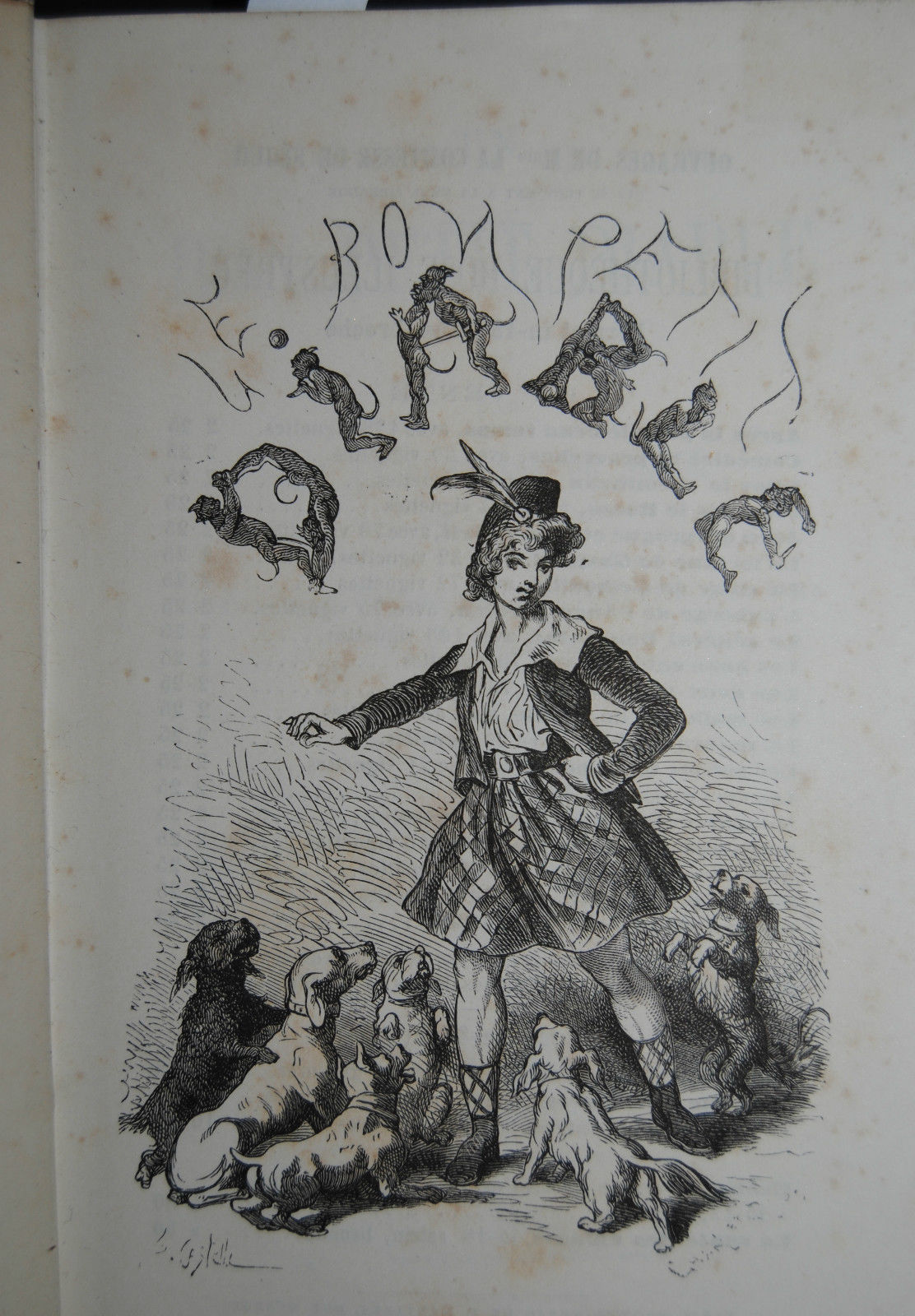
Illustration de Castelli.

On retrouve dans ce roman les thèmes chers à la comtesse, maltraitance de l'enfance, nécessité de mélanger affection et morale chrétienne dans l'éducation des enfants. Elle s'est peut-être inspirée de Charles Dickens, dont le roman David Copperfield (1850) met également en scène une servante, Peggoty, qui protège David des mauvais traitements de son beau-père.
Bien que le fils aîné de la comtesse de Ségur, Gaston, soit devenu totalement aveugle et que sa fille cadette, Sabine, ait aussi des problèmes de vue, il semble qu'ils ne soient pas la source d'inspiration du personnage de Juliette l'aveugle. Celle-ci ressemble plutôt à l'archétype des mélodrames tel qu'on le trouve dans Les Deux Orphelines (1877) d'Adolphe d'Ennery et Eugène Cormon et que Charles Chaplin reprendra dans Les Lumières de la ville. Comme François de Nancé, le héros de François le bossu, Juliette accepte son handicap avec une résignation toute chrétienne.

## Illustrateurs
Le roman est illustré à l'origine par Horace Castelli, puis notamment par Marguerite Calvet-Rogniat, Charles-Emmanuel Jodelet, Jobbé-Duval, Liliane de Christen, Marion Iessel, Marie-Madeleine Franc-Nohain, Pierre Leroy, etc.

## Adaptations
Le roman a fait l'objet de nombreuses adaptations au théâtre, au cinéma et à la télévision :
- Un bon petit diable, féerie en trois actes de Rosemonde Gérard et Maurice Rostand, créée au théâtre du Gymnase le 22 décembre 1911[4] ;
- A Good Little Devil, adaptation en anglais de la pièce précédente par Austin Strong créée à Broadway en 1913 avec Mary Pickford et Lillian Gish ;
- Un bon petit diable (A Good Little Devil), film américain d'Edwin S. Porter d'après la pièce précédente, sorti en 1914 ;
- Un bon petit diable, film français de René Leprince, sorti en 1923 ;
- Un bon petit diable, téléfilm français de Jean-Paul Carrère, diffusé en 1961 ;
- Un bon petit diable, film français de Jean-Claude Brialy, sorti en 1983 avec Alice Sapritch dans le rôle de la veuve Mac'Miche.

## Sources
- Paul Guérande, Le Petit Monde de la comtesse de Ségur, éditions Les Seize, 1964.